# تار (قرقیزستان)
تار (به لاتین: Tar) یک رود در قرقیزستان است که در استان اوش واقع شده‌است.